# خرفخانه‌های دیدگان
خرفخانه‌های دیدگان مربوط به دوره اشکانیان - دوره ساسانیان است و در شهرستان خرم بید، بخش مشهد مرغاب، جاده قدیم قادرآباد به خرم بید، ارتفاعات گردنه دیدگان واقع شده و این اثر در تاریخ ۲۶ اسفند ۱۳۸۶ با شمارهٔ ثبت ۲۱۹۰۹ به‌عنوان یکی از آثار ملی ایران به ثبت رسیده است.